# 合祖理論
遺伝学における合祖理論（coalescent theory）とは、現在の集団から得られる遺伝情報から過去の集団動態を推測する、集団遺伝学におけるモデルおよびその手法である。
ある集団から得られた複数個体の塩基配列において、ある遺伝子座における全ての対立遺伝子が、時間的に遡って、一つの祖先的なコピー、即ち Most Recent Common Ancestor（MRCA）に一致する過程を解明しようとする。
それぞれの対立遺伝子間の遺伝的関係は遺伝子系図（gene genealogy：系統樹と似た形式）で表される。
coalescentとは、時間的に遡って、遺伝子系図内の二つの対立遺伝子が共通祖先に結合する過程を指し、しばしば、遺伝子系図そのものを指す意味でも用いられる。
合祖理論の中心は、様々な異なる仮定をおいた条件下で、coalescentの統計的な特性を理解することである。
ほとんどの場合、遺伝子系図を調べるために、時間的に逆向きの遺伝的浮動モデルでcoalescent シミュレーションは実行される。最も単純化されたモデルでは、遺伝的組換えがない、自然選択がない、遺伝子流動や集団構造がないということが仮定される。しかしながら、より発展させたモデルでは、前述したモデルを拡張し、遺伝的組換え、自然選択を考慮に入れるなどほぼ任意に、集団遺伝学的解析における複雑な進化や個体群動態のモデル化でシミュレーションを実行することができる。coalescentの数学的理論は、1980年代初期にJohn Kingman によって最初に開発された。

## 理論背景
例として、2個体の一倍体生物を考える。この2個体は一塩基の多型によって異なる対立遺伝子を持つとする。これらの2個体の祖先を時間的に逆向きに追うと、ある時点で二つの系統がcoalescentして、MRCAが生じるだろう。

### coalescenceまでの時間
合祖理論に基づいて知りたいことの一つは、遺伝子、あるいは対立遺伝子がどのような歴史を経て、現在のような集団内における分布をとるに至ったのか、ということである。このことを考える上で、MRCAまでどのくらいの世代時間がかかるかを推定したい。
二つの対立遺伝子が一世代前でcoalescenceを生じる確率は、二つの対立遺伝子が一世代前の同じ対立遺伝子から由来する確率と等しい。集団サイズN が一定の二倍体生物集団を仮定した場合、それぞれの遺伝子座には2N 個のコピーが存在するので、1/(2N )となる。逆に、coalescenceを生じない確率は1 - 1/(2N )である。（ライト＝フィッシャーモデルを仮定。）
次に連続世代で考える。現在からt - 1 世代前まで coalescenceが生じず、t 世代目でcoalescenceが生じる確率は、
{\displaystyle P_{r}(t)=\left(1-{\frac {1}{2N}}\right)^{t-1}\left({\frac {1}{2N}}\right).}
これは幾何分布である。
N が十分に大きいとき、幾何分布は指数分布に近似されることが知られている。
よって、
{\displaystyle P_{r}(t)={\frac {1}{2N}}e^{-{\frac {t-1}{2N}}}.}
一般的に、指数分布は期待値と標準偏差が等しく、この場合2N である。
したがって、coalescence が生じるまでの時間の期待値は2N 世代である。しかしながら、分散が大きいことに注意してほしい。

## 歴史
合祖理論は、中立進化に関する集団遺伝学の古典的概念の拡張から、Wright-Fisher modelへの近似に至った。理論自体は1980年代に数人の研究者により、それぞれ独自に展開されたが、最終的な形式化は Kingman によってなされたと考えられている。さらに、合祖理論の発展においては、 Peter Donnelly, Robert Griffiths, Richard R Hudson, Simon Tavaré らによる貢献が大きい。この発展とは、集団サイズの変動、遺伝的組換え、自然選択の影響をモデルに組み込んだことを含んでいる。